# Ébersviller
Pour l'ancienne commune de la Moselle, voir Petit-Ébersviller.
Ébersviller est une commune française située dans le département de la Moselle et le bassin de vie de la Moselle-Est, en région Grand Est.

## Géographie
La commune se situe dans le site inscrit de la vallée de la Canner. Elle est constituée du village d’Ébersviller, de l’ensemble Férange, Ising, Labrück et de l’ancien moulin de la Kreschmuhle.

### Accès
| Hombourg-Budange | Dalstein     | Chémery-les-Deux |
|                  | Ébersviller  |                  |
| Aboncourt        | Saint-Hubert | Hestroff         |

### Hydrographie
La commune est située dans le bassin versant du Rhin au sein du bassin Rhin-Meuse. Elle est drainée par le ruisseau de Dalstein, le ruisseau du Pâquis, le ruisseau le Hirkimbach, le ruisseau le Katzenbach, le ruisseau le Schatzerbach et le ruisseau le Wingert.

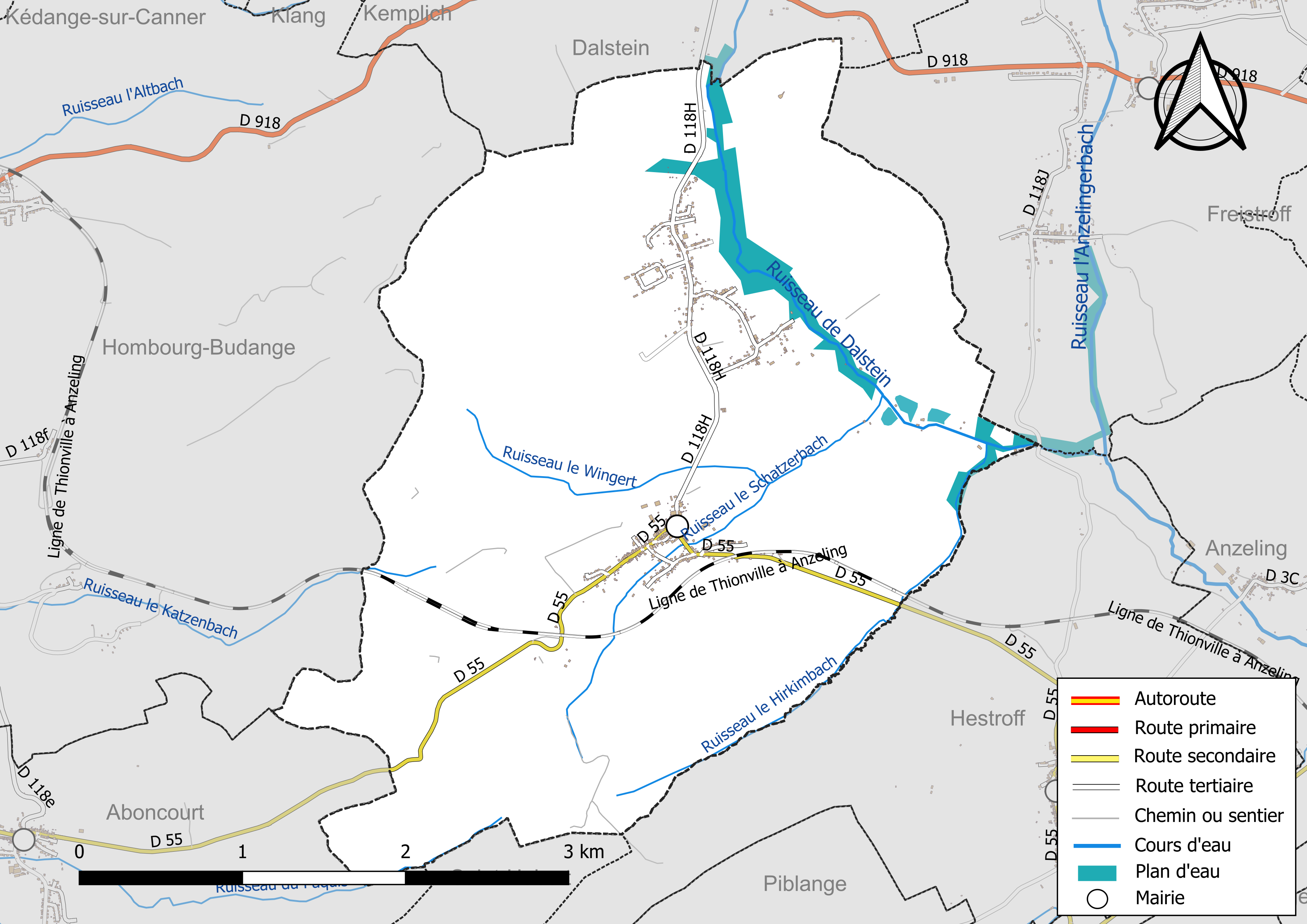
Réseaux hydrographique et routier d'Ébersviller.

### Climat
Pour des articles plus généraux, voir Climat du Grand Est et Climat de la Moselle.
En 2010, le climat de la commune est de type climat des marges montargnardes, selon une étude du Centre national de la recherche scientifique s'appuyant sur une série de données couvrant la période 1971-2000. En 2020, Météo-France publie une typologie des climats de la France métropolitaine dans laquelle la commune est exposée à un climat semi-continental et est dans la région climatique  Lorraine, plateau de Langres, Morvan, caractérisée par un hiver rude (1,5 °C), des vents modérés et des brouillards fréquents en automne et hiver. 
Pour la période 1971-2000, la température annuelle moyenne est de 9,7 °C, avec une amplitude thermique annuelle de 16,8 °C. Le cumul annuel moyen de précipitations est de 783 mm, avec 12,1 jours de précipitations en janvier et 9,2 jours en juillet. Pour la période 1991-2020, la température moyenne annuelle observée sur la station météorologique de Météo-France la plus proche, « Malancourt », sur la commune d'Amnéville à 19 km à vol d'oiseau, est de 10,2 °C et le cumul annuel moyen de précipitations est de 884,1 mm. 
La température maximale relevée sur cette station est de 39,3 °C, atteinte le 25 juillet 2019 ; la température minimale est de −17,9 °C, atteinte le 5 janvier 1985,,. 
Les paramètres climatiques de la commune ont été estimés pour le milieu du siècle (2041-2070) selon différents scénarios d'émission de gaz à effet de serre à partir des nouvelles projections climatiques de référence DRIAS-2020. Ils sont consultables sur un site dédié publié par Météo-France en novembre 2022.

## Urbanisme

### Typologie
Au 1er janvier 2024, Ébersviller est catégorisée commune rurale à habitat dispersé, selon la nouvelle grille communale de densité à sept niveaux définie par l'Insee en 2022.
Elle est située hors unité urbaine et hors attraction des villes,.

### Occupation des sols
L'occupation des sols de la commune, telle qu'elle ressort de la base de données européenne d’occupation biophysique des sols Corine Land Cover (CLC), est marquée par l'importance des forêts et milieux semi-naturels (49 % en 2018), une proportion sensiblement équivalente à celle de 1990 (49,1 %). La répartition détaillée en 2018 est la suivante : 
forêts (48,4 %), terres arables (27,5 %), prairies (13,9 %), zones urbanisées (5,2 %), zones humides intérieures (4,3 %), milieux à végétation arbustive et/ou herbacée (0,6 %). L'évolution de l’occupation des sols de la commune et de ses infrastructures peut être observée sur les différentes représentations cartographiques du territoire : la carte de Cassini (XVIIIe siècle), la carte d'état-major (1820-1866) et les cartes ou photos aériennes de l'IGN pour la période actuelle (1950 à aujourd'hui).

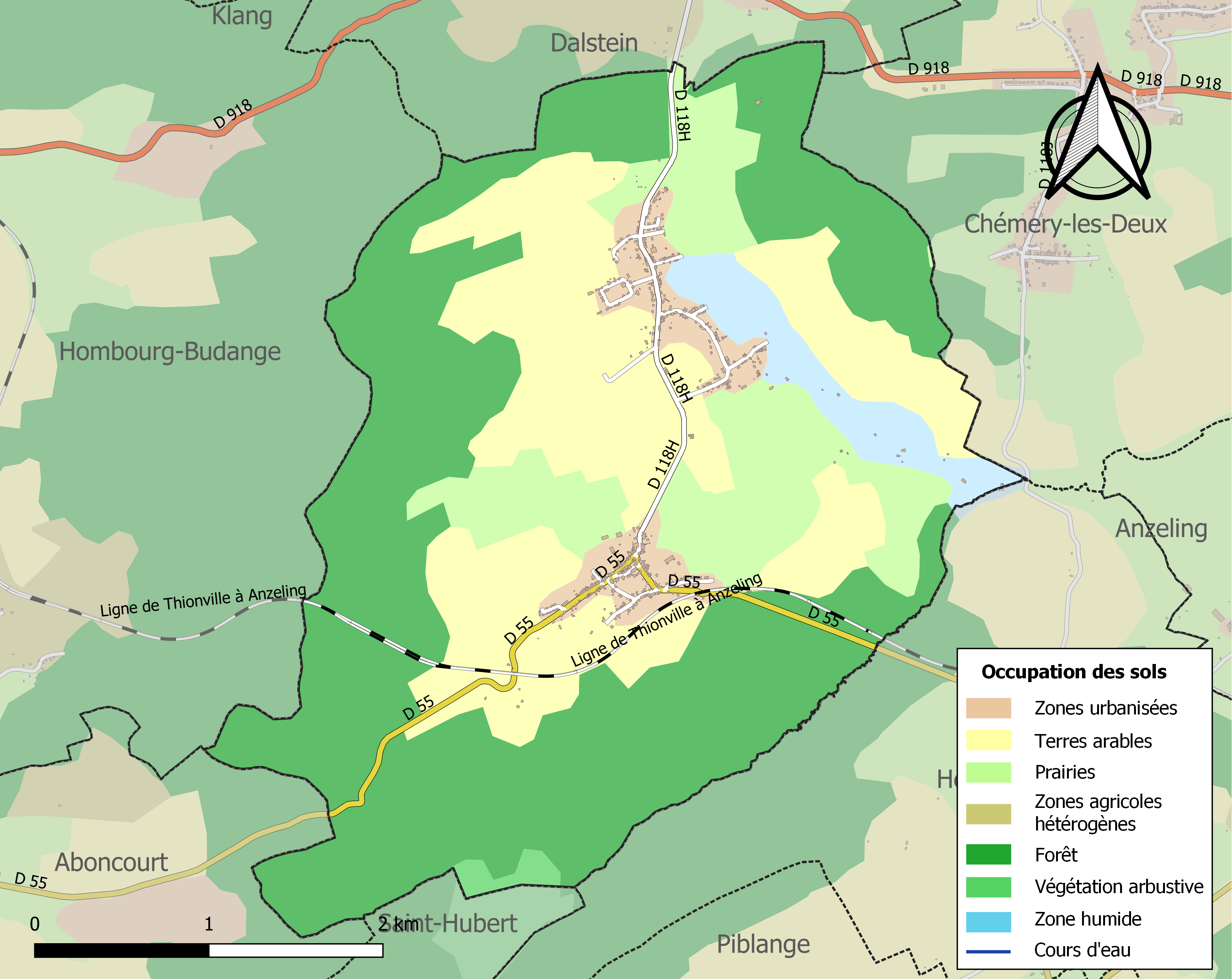
Carte des infrastructures et de l'occupation des sols de la commune en 2018 (CLC).

## Toponymie

### Ébersviller
- Everonisvilla (960) ; Eureswillre, Euresviller (1218) ; Ebersweiller (1220) ; Ewersweiler (1309) ; Eberchweiller (1368) ; Eversvuiller (1405) ; Eberswilr (1434); Eberswillerium (1448) ; Ebersvueiller (1511) ; Ebersweilerium (1527) ; Eberswiller, Ebersweiler (1544) ; Eberssweiller (1594) ; Ebersweiller (XVIIe siècle) ; Ebertsweiller (1625) ; Ermesweiller (1756)[14] ; Ebersweiler (1793) ; Ebersviller (1801)[15] ; Éberswiller, Eberswiller (XIXe siècle)[16].
- En allemand : Ebersweiler[14]. En francique lorrain : Eveschweilla[17], Ebeschwiller et Ewëschweller.

### Ising
- Ingsingen (1594) ; Insing (1779) ; Ysing, Ensing ou Insing (1825)[14].
- En francique lorrain : Éiséngen, Éiséng et Iséngen.

### Labrück
- Labrücken (1681), Labricq (XVIIIe siècle), Laubricquen (1756), Laubrück ou Laubrick (1779)[14].
- En francique lorrain : Laabréck.

### Férange
- Viringas (1134), Viringen (1137), Feiringa (1403), Feiringen (1448), Feringen (1594)[14], Férange (1793).
- En allemand : Feiringen[14], Fehringen (1871-1918). En francique lorrain : Féeringen[17] et Feréngen.

## Histoire
Le village est cité en 960 sous le nom d’Everonisvilla signifiant la localité d’Eber ou d’Eburo et non Eber le sanglier comme supposé par les héraldistes modernes qui ont choisi le blason communal.
Ébersviller a surtout été possession de différentes abbayes comme celles de Villers-Bettnach, Rettel ou Bouzonville et même celle de Saint-Pierre de Metz qui échangea ses biens à Ébersviller avec des biens à Arriance au bénéfice de Faust de Stromberg.
Progressivement les choses se sont compliquées : des bourgeois messins devenant propriétaires, le duc de Lorraine étant haut justicier et confiant un fief à la famille von Blumenau au XIVe siècle. La famille d’Eltz de Freistroff s’implanta alors petit à petit directement ou par l’intermédiaire de la seigneurie de Château-Rouge au cours du XVIIe siècle et en 1660, le baron de Koenigsfeld, autre seigneur de Freistroff, avait aussi des biens à Ébersviller. En 1708, la haute justice était lorraine, le foncier était partagé entre les barons d’Eltz, de Metternich et de Zandt alors que les dîmes étaient aux chartreux de Rettel.
La paroisse existait déjà en 1221 et le droit de collation était attribué à l’abbaye de Wadgassen. À la Révolution, le curé Klein refusa le serment constitutionnel et émigra ; il fut remplacé par le curé Henry, fervent républicain, qui signait ses actes de naissance « officier public » et devint maire d’Ébersviller en 1793 ; accusé par la suite de conspiration, il fut condamné à mort et guillotiné à Paris. Il faut retenir aussi le curé Dominique Durant (1851-1875) qui eut la lourde tâche d’assurer le suivi du projet de construction d’une nouvelle l’église sous trois maires successifs dont au moins deux étaient opposés à cette construction ainsi qu’à celle d’une école pour les filles.
L’église actuelle date de 1879 et remplaça une construction de 1736. Le projet rencontra beaucoup de difficultés pour être mis en place et par la suite la réalisation se révéla désastreuse à cause de multiples malfaçons entraînant des actions judiciaires contre l’entrepreneur et contre l’architecte. Ce fut le nouveau curé, l’abbé Kremer, qui avec un nouveau maire mena à bien l’ambitieux défi. Les grandes orgues datent de 1896 et sont l’œuvre de la manufacture Dalstein-Haerpfer de Boulay, c’est un instrument exceptionnel de 25 jeux.
Au XIXe siècle, le ban couvrait 1 407 hectares dont 622 de terres labourables, 634 de forêts et 3,4 de vignes. Comme dans beaucoup de communes, un remembrement des terres fut effectué après la guerre de Trente Ans en 1691.
Il faut aussi rappeler l’impact de la ligne Maginot sur la commune d’Ébersviller avec diverses implantations comme l’entrée du Michelberg, l’abri Bilmette, les casemates du Hubnerbusch, la casemate d’Ising et l’abri du bois de Férange sans oublier le camp installé à Férange.

### Férange, Ising et Kreschmuhle
Férange est connu depuis 1137 sous le nom de Viringen. Au XIIe siècle, l’abbaye de Bouzonville avait des possessions et la seigneurie de Boulay en 1580 déclarait que le duc de Lorraine y était le seul souverain grâce à la seigneurie de Sierck. En 1707, la population de Férange était de 83 personnes (46 enfants).
Ising était aussi une localité autonome connue depuis 1580, la seigneurie de Boulay déclarant alors que Sierck (le duc de Lorraine) y avait toutes les justices. En 1707, Ising comptait 52 habitants avec Labruck (variantes : Laubruck et Labrück).
Le moulin de Kreschmuhle dont le nom signifie « moulin à son », est cité à partir de 1808 et il fonctionna jusqu’à la Seconde Guerre mondiale comme moulin à farine pour devenir après une exploitation agricole. Il fut ravagé en 1984 par un incendie.

## Politique et administration
| Période                                  | Période   | Identité         | Étiquette | Qualité |
| ---------------------------------------- | --------- | ---------------- | --------- | ------- |
| 1977                                     | mars 2008 | Alphonse Philipp |           |         |
| mars 2008                                | En cours  | Edmond Moritz    |           |         |
| Les données manquantes sont à compléter. |           |                  |           |         |

## Démographie
L'évolution du nombre d'habitants est connue à travers les recensements de la population effectués dans la commune depuis 1800. Pour les communes de moins de 10 000 habitants, une enquête de recensement portant sur toute la population est réalisée tous les cinq ans, les populations de référence des années intermédiaires étant quant à elles estimées par interpolation ou extrapolation. Pour la commune, le premier recensement exhaustif entrant dans le cadre du nouveau dispositif a été réalisé en 2005.

En 2022, la commune comptait 963 habitants, en évolution de +2,34 % par rapport à 2016 (Moselle : +0,52 %, France hors Mayotte : +2,11 %).
| 1800 | 1806 | 1821  | 1836  | 1841  | 1861 | 1866 | 1871 | 1875 |
| ---- | ---- | ----- | ----- | ----- | ---- | ---- | ---- | ---- |
| 482  | 482  | 1 086 | 1 145 | 1 100 | 865  | 856  | 842  | 779  |

| 1880 | 1885 | 1890 | 1895 | 1900 | 1905 | 1910 | 1921 | 1926 |
| ---- | ---- | ---- | ---- | ---- | ---- | ---- | ---- | ---- |
| 974  | 763  | 827  | 722  | 706  | 661  | 694  | 622  | 596  |

| 1931 | 1936 | 1946 | 1954 | 1962 | 1968 | 1975 | 1982 | 1990 |
| ---- | ---- | ---- | ---- | ---- | ---- | ---- | ---- | ---- |
| 677  | 662  | 597  | 584  | 568  | 499  | 472  | 502  | 588  |

| 1999 | 2005 | 2006 | 2010 | 2015 | 2020 | 2022 | - | - |
| ---- | ---- | ---- | ---- | ---- | ---- | ---- | - | - |
| 660  | 769  | 787  | 865  | 921  | 956  | 963  | - | - |

## Culture locale et patrimoine

### Lieux et monuments
- Gare d'Ébersviller.
- La forêt communale constituée essentiellement de Chênes, Hêtres et Charmes est d'une surface d'environ 400 ha.

#### Édifice religieux
- Église Saint-Pierre néo-gothique 1878 statue de saint Sébastien XVIIIe siècle ; orgues de Dalstein-Haerpfer.
- Fontaine sacrée de Saint-Fridolin.

#### Édifice militaire
- Ouvrage d’artillerie du Michelsberg de la ligne Maginot situé entre Dalstein et Férange (commune d’Ébersviller). Le Michelsberg a été construit entre 1930 et 1934 pour accueillir un équipage de 515 hommes. L’ouvrage se compose de six blocs dont cinq blocs de combat et un bloc d’entrée, reliés par plus d’un kilomètre de galeries où le matériel était transporté par train.

### Héraldique
| Blason de Ébersviller | Blason  | D'or, à la clef de gueules posée en pal, au sanglier de sable défendu d'argent brochant sur le tout. |
| Blason de Ébersviller | Détails | Ébersviller dépendait de l'ancienne province de Lorraine et était une possession des abbayes Saint-Pierre de Metz, symbolisée par la clé du saint apôtre, mais aussi des abbayes de Villers-Bettnach et de Rettel. De plus, saint Pierre est le patron de la paroisse. Le sanglier représente le nom de la commune qui vient de l'allemand "eber" qui veut dire verrat. Le statut officiel du blason reste à déterminer. |